# Christian Hansez
Christian Hansez, född 1910, död 1983, var en bobåkare ifrån Belgien. Han deltog vid olympiska vinterspelen 1932 i Lake Placid i tvåmansbob och placerade sig på plats nummer 10.